# Narcissus carpetanus
Narcissus carpetanus är en amaryllisväxtart som först beskrevs av Alfredo Barra och Ginés Alejandro López González, och fick sitt nu gällande namn av Francisco Javier Fernández Casas. Narcissus carpetanus ingår i släktet narcisser, och familjen amaryllisväxter.
Artens utbredningsområde är Spanien. Inga underarter finns listade i Catalogue of Life.